# Паліїв Омелян Іванович
Паліїв Омелян (20 серпня 1888, с. Звенигород, Бібрський повіт, Королівство Галичини та Володимирії — 4 січня 1942, м. Саратов) — український студентський та військовий діяч, сотник УГА, згодом комуніст.

## Життєпис
Народився 20 серпня 1888 в селі Звенигород Бібрського повіту у сім'ї священника Івана Палія та письменниці Ісидори Навроцької. 
Протягом 1898—1906 навчався у Станіславській гімназії, згодом вивчав право у Львівському університеті. Брав активну участь у боротьбі за український університет в 1910 році та був заарештований, а у наступному році був опинився на лаві підсудних на «процесі-101». 
З 1913-го проходив адвокатську практику у Львові та Калуші. Був членом радикальної партії. 
Учасник Першої світової війни в складі армії Австро-Угорщини, воював на Сербському та Італійському фронтах. 
З листопада 1918 в УГА. Служив в окружній військовій команді у Коломиї, брав участь у Чортківській офензиві. Від грудня 1919 член ревкому УГА у Вінниці, а з лютого 1920 комісар польового штабу Червоної УГА, згодом входив до Галицького революційного комітету КП(б)У. Допогав звільненню багатьох галичан з більшовицького полону, зокрема з концтабору в с. Кожухово поблизу Москви. У серпні—вересні 1920 комісар військових справ, а згодом співробітник судового відділу Галревкому в Тернополі, відступив разом з військами Червоної армії. 
У 1925 переїхав до Москви, а з 1932-го перевівся до Саратова, де працював економістом обласної бази «Росшвейзбуту». 
Заарештований 7 листопада 1937 року, розстріляний 4 січня 1938. Дружина та діти були заслані до Казахстану.

## Родина
- Брат — Дмитро Паліїв
- Брат — Василь Паліїв
- Сестра — Кекилія Паліїв